# Суд первой инстанции
Суд пе́рвой инста́нции — суд, управомоченный на непосредственное исследование и установление в судебном заседании обстоятельств дела и вынесение по нему соответственно решения или приговора.
Судебный акт суда первой инстанции, как правило, может быть обжалован в кассационном или апелляционном порядке в вышестоящий суд.
В Российской Федерации судами первой инстанции являются:
| Вид (наименование) суда | Категория дел | Апелляционная/кассационная инстанция | Примечание |
| --- | --- | --- | --- |
| Мировой судья | Дела об административных правонарушениях — большинство дел, отнесённых КоАП РФ к подведомственности судей (за исключением дел, отнесённых к подведомственности районных и арбитражных судов). Уголовные дела — о преступлениях, за совершение которых максимальное наказание не превышает трёх лет лишения свободы (за исключением перечисленных в ч. 1 ст. 31 УПК РФ). Гражданские дела — о выдаче судебного приказа; о расторжении брака, если между супругами отсутствует спор о детях; о разделе между супругами совместно нажитого имущества при цене иска, не превышающей 50 тыс. руб.; иные возникающие из семейно-правовых отношений дела, за исключением дел об оспаривании отцовства (материнства), об установлении отцовства, о лишении и ограничении родительских прав, об усыновлении (удочерении) ребёнка, о признании брака недействительным; по имущественным спорам, за исключением дел о наследовании имущества и дел, возникающих из отношений по созданию и использованию результатов интеллектуальной деятельности, при цене иска, не превышающей 50 тыс. руб.; об определении порядка пользования имуществом. Административные дела — о вынесении судебного приказа. | Районный суд (апелляционная инстанция), Кассационный суд общей юрисдикции (кассационная инстанция) | Абз. 4 ч. 3 ст. 23.1 КоАП РФ; ч. 1 ст. 31 УПК РФ; ст. 23 ГПК РФ; ст. 3 Федерального закона «О мировых судьях в Российской Федерации»; Федеральный закон от 22.07.2008 г. № 147-ФЗ; Федеральный закон от 11.02.2010 г. № 6-ФЗ |
| Районный суд | Дела об административных правонарушениях — производство по которым осуществляется в форме административного расследования, а также дела об административных правонарушениях, влекущих административное выдворение за пределы Российской Федерации или административное приостановление деятельности. Уголовные дела — большинство уголовных дел (кроме прямо отнесённых ст. 31 УПК РФ к подсудности иных судов). Гражданские дела — большинство гражданских дел (кроме прямо отнесённых ГПК РФ и иными законами к подсудности иных судов). Административные дела — большинство административных дел (кроме прямо отнесёных КАС РФ к подсудности иных судов). | Суд общей юрисдикции уровня субъекта РФ (апелляционная инстанция), Кассационный суд общей юрисдикции (кассационная инстанция) | Абз. 2 ч. 3 ст. 23.1 КоАП РФ; ч. 2 ст. 31 УПК РФ; ст. 24 ГПК РФ. |
| Гарнизонный военный суд | Дела об административных правонарушениях — отнесённые КоАП РФ к подведомственности судей и совершённые военнослужащими и гражданами, призванными на военные сборы. Уголовные дела — о всех преступлениях, совершённых военнослужащими и гражданами, проходящими военные сборы, за исключением уголовных дел, подсудных вышестоящим военным судам. Гражданские дела — о защите нарушенных и (или) оспариваемых прав, свобод и охраняемых законом интересов военнослужащих Вооружённых Сил Российской Федерации, других войск, воинских формирований и органов, граждан, проходящих военные сборы, от действий (бездействия) органов военного управления, воинских должностных лиц и принятых ими решений. Административные дела — о защите нарушенных или оспариваемых прав, свобод и законных интересов граждан, прав и законных интересов организаций в сфере административных и иных публичных правоотношений. Дела о грубых дисциплинарных проступках-отсутствие на службе без уважительных причин более 4 часов подряд, употребление спиртных напитков на службе, неуставные взаимоотношения (нет состава уголовного преступления) и т. д. | Окружной (флотский) военный суд (апелляционная инстанция), Кассационный военный суд (кассационная инстанция) | Ст. 7 Федерального конституционного закона «О военных судах Российской Федерации», абз. 1 ч. 3 ст. 23.1 КоАП РФ, ч. 5 ст. 31 УПК РФ, ст. 25 ГПК РФ.                                                                          |
| Суд общей юрисдикции уровня субъекта РФ (Верховный суд республики в составе РФ, краевой, областной суд, суд города федерального значения, суд автономной области и суд автономного округа) | Дела об административных правонарушениях — по первой инстанции не рассматривает. Уголовные дела — о преступлениях, перечисленных в ч. 3 ст. 31 УПК РФ (убийство при отягчающих обстоятельствах, создание незаконного вооружённого формирования, бандитизм и т. д.), а также все дела, в материалах которых содержатся сведения, содержащие государственную тайну. Гражданские дела — связанные с государственной тайной; о признании и исполнении решений иностранных судов и иностранных третейских судов (арбитражей). Административные дела — связанные с государственной тайной; об оспаривании нормативных правовых актов, актов, содержащих разъяснения законодательства и обладающих нормативными свойствами, органов государственной власти субъектов Российской Федерации (кроме их конституций и уставов), представительных органов муниципальных образований, затрагивающих права, свободы и законные интересы граждан и организаций; об оспаривании решений квалификационных коллегий судей субъектов Российской Федерации, за исключением решений о приостановлении или прекращении полномочий судей, о приостановлении или прекращении их отставки; об оспаривании решений и действий (бездействия) экзаменационных комиссий субъекта Российской Федерации по приему квалификационного экзамена на должность судьи по основаниям нарушения процедуры проведения квалификационного экзамена и иных решений об отказе в допуске к сдаче квалификационного экзамена на должность судьи, а также об оспаривании действий (бездействия) указанных экзаменационных комиссий, в результате которых кандидат на должность судьи не был допущен к сдаче квалификационного экзамена; о приостановлении деятельности или о ликвидации региональных отделений либо иных структурных подразделений политических партий, межрегиональных и региональных общественных объединений; о ликвидации местных религиозных организаций, централизованных религиозных организаций, состоящих из местных религиозных организаций, находящихся в пределах одного субъекта Российской Федерации; о запрете деятельности не являющихся юридическими лицами межрегиональных и региональных общественных объединений и местных религиозных организаций, централизованных религиозных организаций, состоящих из местных религиозных организаций, находящихся в пределах одного субъекта Российской Федерации; о прекращении деятельности средств массовой информации, продукция которых предназначена для распространения на территории одного субъекта Российской Федерации; об оспаривании решений (уклонения от принятия решений) избирательных комиссий субъектов Российской Федерации (независимо от уровня выборов, референдума), окружных избирательных комиссий по выборам депутатов Государственной Думы Федерального Собрания Российской Федерации, окружных избирательных комиссий по выборам в законодательные (представительные) органы государственной власти субъектов Российской Федерации, за исключением решений, оставляющих в силе решения нижестоящих избирательных комиссий, комиссий референдума; об отмене регистрации кандидата в депутаты Государственной Думы Федерального Собрания Российской Федерации, выдвинутого по одномандатному избирательному округу; об отмене регистрации кандидата на должность высшего должностного лица субъекта Российской Федерации (руководителя высшего исполнительного органа государственной власти субъекта Российской Федерации); об отмене регистрации кандидата, в том числе включенного в зарегистрированный список кандидатов, об отмене регистрации списка кандидатов на выборах в законодательные (представительные) органы государственной власти субъектов Российской Федерации; о расформировании избирательных комиссий (за исключением Центральной избирательной комиссии); об определении срока назначения выборов в органы государственной власти субъектов Российской Федерации, а также в органы местного самоуправления; о признании неправомочным состава законодательного (представительного) органа государственной власти субъекта Российской Федерации, представительного органа муниципального образования; о присуждении компенсации за нарушение права на судопроизводство в разумный срок или права на исполнение судебного акта в разумный срок по делам, подсудным мировым судьям, районным судам; об оспаривании результатов определения кадастровой стоимости, включая оспаривание решений комиссии по рассмотрению споров о результатах определения кадастровой стоимости, а также об оспаривании действий (бездействия) такой комиссии. | Апелляционный суд общей юрисдикции (апелляционная инстанция), Судебная коллегия по уголовным делам Верховного суда РФ; Судебная коллегия по гражданским делам Верховного суда РФ; Судебная коллегия по административным делам Верховного суда РФ (кассационная инстанция) | Ч. 3 ст. 31 УПК РФ; ст.ст. 26, 254 ГПК РФ; ст. 413 Трудового кодекса РФ. |
| Окружной (флотский) военный суд | Дела об административных правонарушениях — по первой инстанции не рассматривает. Уголовные дела — о преступлениях, перечисленных в ч. 3 ст. 31 УПК РФ (убийство при отягчающих обстоятельствах, создание незаконного вооружённого формирования, бандитизм и т. д.), совершённых военнослужащими или гражданами, проходящими военные сборы, а также все дела, в материалах которых содержатся сведения, содержащие государственную тайну. Гражданские дела — аналогично гарнизонному суду, но связанные с государственной тайной. Административные дела — аналогично гарнизонному суду, но связанные с государственной тайной. | Апелляционный военный суд (апелляционная инстанция), Судебная коллегия по делам военнослужащих Верховного Суда РФ (кассационная инстанция) | Ч. 1 ст. 14 Федерального конституционного закона «О военных судах Российской Федерации». |
| Арбитражный суд субъекта РФ | Дела об административных правонарушениях — о ряде административных правонарушений, указанных в абз. 3 ч. 3 ст. 23.1 КоАП РФ. Также рассматривает жалобы на постановления органов исполнительной власти по делам об административных правонарушениях, совершённых юридическим лицом или лицом, осуществляющим предпринимательскую деятельность без образования юридического лица. Уголовные дела — не подведомственны. Гражданские дела — все гражданские дела, подведомственные арбитражным судам, за исключением отнесённых к подсудности Высшего Арбитражного Суда РФ. При этом иск по спору, в котором одной из сторон является арбитражный суд, предъявляется в Арбитражный суд Московской области, за исключением случая, если одной из сторон в споре является арбитражный суд, расположенный на территории Московского судебного округа. В этом случае иск предъявляется в Арбитражный суд Тверской области. | Арбитражный апелляционный суд (апелляционная инстанция), Федеральный арбитражный суд округа (кассационная инстанция). | Ст. 36 Федерального конституционного закона «Об арбитражных судах Российской Федерации»; абз. 3 ч. 3 ст. 23.1 и ч. 3 ст. 30.1 КоАП РФ; ст. 34 АПК РФ; Федеральный закон от 22.07.2008 г. № 138-ФЗ.                           |
| Судебная коллегия по уголовным делам Верховного Суда Российской Федерации | Дела об административных правонарушениях — не подведомственны. Уголовные дела часть 4 ст 31 УПК утратила силу с 1 января 2013 года Гражданские дела — не подведомственны. | Апелляционная коллегия Верховного Суда РФ. | Ч. 4 ст. 31 УПК РФ. |
| Судебная коллегия по административным делам Верховного Суда Российской Федерации | Дела об административных правонарушениях — по первой инстанции не рассматривает. Уголовные дела — не подведомственны. Административные дела — об оспаривании нормативных правовых актов Президента Российской Федерации, Правительства Российской Федерации, федеральных органов исполнительной власти, Генеральной прокуратуры Российской Федерации, Следственного комитета Российской Федерации, Судебного департамента при Верховном Суде Российской Федерации, Центрального банка Российской Федерации, Центральной избирательной комиссии Российской Федерации, государственных внебюджетных фондов, в том числе Пенсионного фонда Российской Федерации, Фонда социального страхования Российской Федерации, Федерального фонда обязательного медицинского страхования, а также государственных корпораций; об оспаривании актов федеральных органов исполнительной власти, иных федеральных государственных органов, Центрального банка Российской Федерации, государственных внебюджетных фондов, в том числе Пенсионного фонда Российской Федерации, Фонда социального страхования Российской Федерации, Федерального фонда обязательного медицинского страхования, содержащих разъяснения законодательства и обладающих нормативными свойствами; об оспаривании ненормативных правовых актов Президента Российской Федерации, Совета Федерации Федерального Собрания Российской Федерации, Государственной Думы Федерального Собрания Российской Федерации, Правительства Российской Федерации, Правительственной комиссии по контролю за осуществлением иностранных инвестиций в Российской Федерации; о приостановлении деятельности политических партий, общероссийских и международных общественных объединений, о ликвидации политических партий, общероссийских и международных общественных объединений, о ликвидации централизованных религиозных организаций, имеющих местные религиозные организации на территориях двух и более субъектов Российской Федерации; о прекращении деятельности средств массовой информации, продукция которых предназначена для распространения на территориях двух и более субъектов Российской Федерации; об оспаривании решений (уклонения от принятия решений) Центральной избирательной комиссии Российской Федерации (независимо от уровня выборов, референдума), за исключением решений, оставляющих в силе решения нижестоящих избирательных комиссий, комиссий референдума; об отмене регистрации кандидата на должность Президента Российской Федерации, об отмене регистрации федерального списка кандидатов, об отмене регистрации кандидата, включенного в зарегистрированный федеральный список кандидатов, а также об исключении региональной группы кандидатов из федерального списка кандидатов при проведении выборов депутатов Государственной Думы Федерального Собрания Российской Федерации; о прекращении деятельности инициативной группы по проведению референдума Российской Федерации, инициативной агитационной группы; о расформировании Центральной избирательной комиссии Российской Федерации; по разрешению споров между федеральными органами государственной власти и органами государственной власти субъектов Российской Федерации, между органами государственной власти субъектов Российской Федерации, переданных на рассмотрение в Верховный Суд Российской Федерации Президентом Российской Федерации в соответствии со статьёй 85 Конституции Российской Федерации. | Апелляционная коллегия Верховного Суда РФ. | Ст. 21 КАС РФ. |
| Судебная коллегия по делам военнослужащих Верховного Суда Российской Федерации | Дела об административных правонарушениях — по первой инстанции не рассматривает. Уголовные дела — по первой инстанции не рассматривает. Административные дела — об оспаривании нормативных и ненормативных правовых актов Президента Российской Федерации, Правительства Российской Федерации, Министерства обороны Российской Федерации, иных федеральных органов исполнительной власти, в которых федеральным законом предусмотрена военная служба, касающихся прав, свобод и охраняемых законом интересов военнослужащих, граждан, проходящих военные сборы; дела об оспаривании ненормативных правовых актов Генеральной прокуратуры Российской Федерации и Следственного комитета Российской Федерации, касающихся прав, свобод и охраняемых законом интересов военнослужащих органов военной прокуратуры и военнослужащих военных следственных органов Следственного комитета Российской Федерации; дела по заявлениям о присуждении компенсации за нарушение права на судопроизводство в разумный срок или права на исполнение судебного акта в разумный срок по делам, подсудным окружным (флотским) военным судам. | Апелляционная коллегия Верховного Суда РФ. | Ст. 9 Федерального конституционного закона «О военных судах Российской Федерации». |